# Giovan Pietro Vieusseux

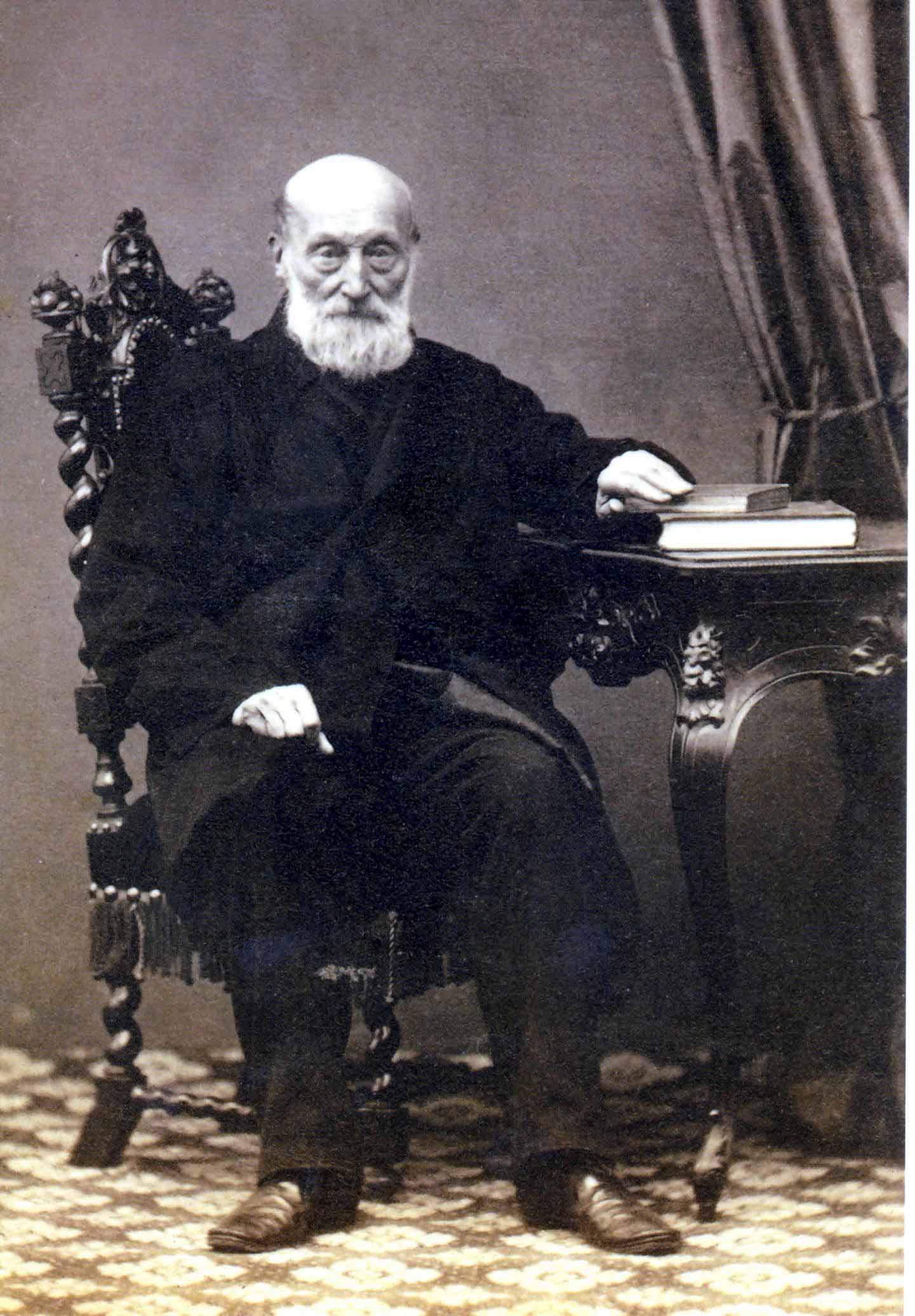
Giovan Pietro Vieusseux

Giovan Pietro Vieusseux (* 28. September 1779 in Oneglia; † 28. April 1863 in Florenz) war ein italienischer Schriftsteller und Verleger, französisch-schweizerischer Herkunft.

## Biografie

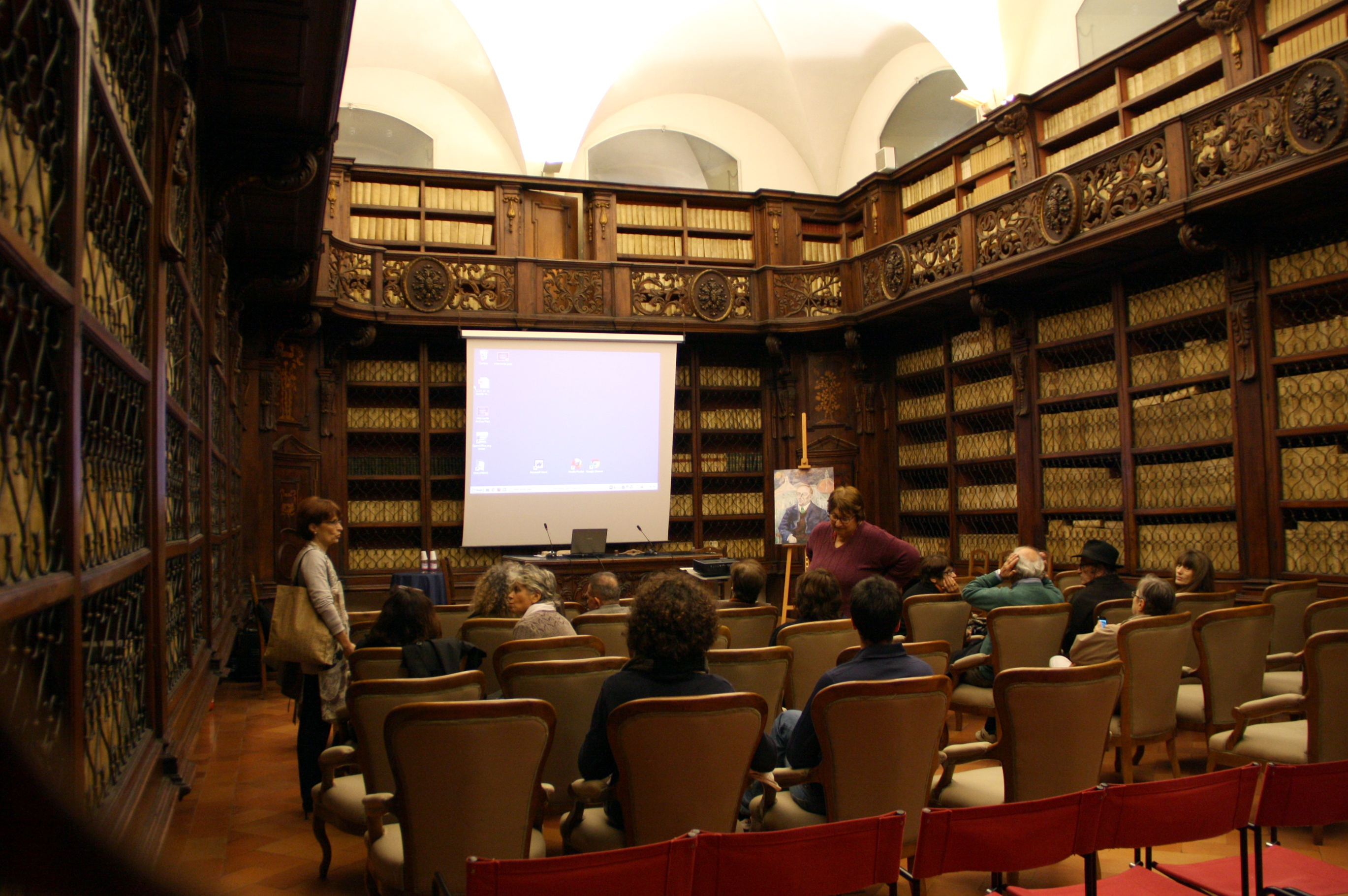
Gabinetto Vieusseux

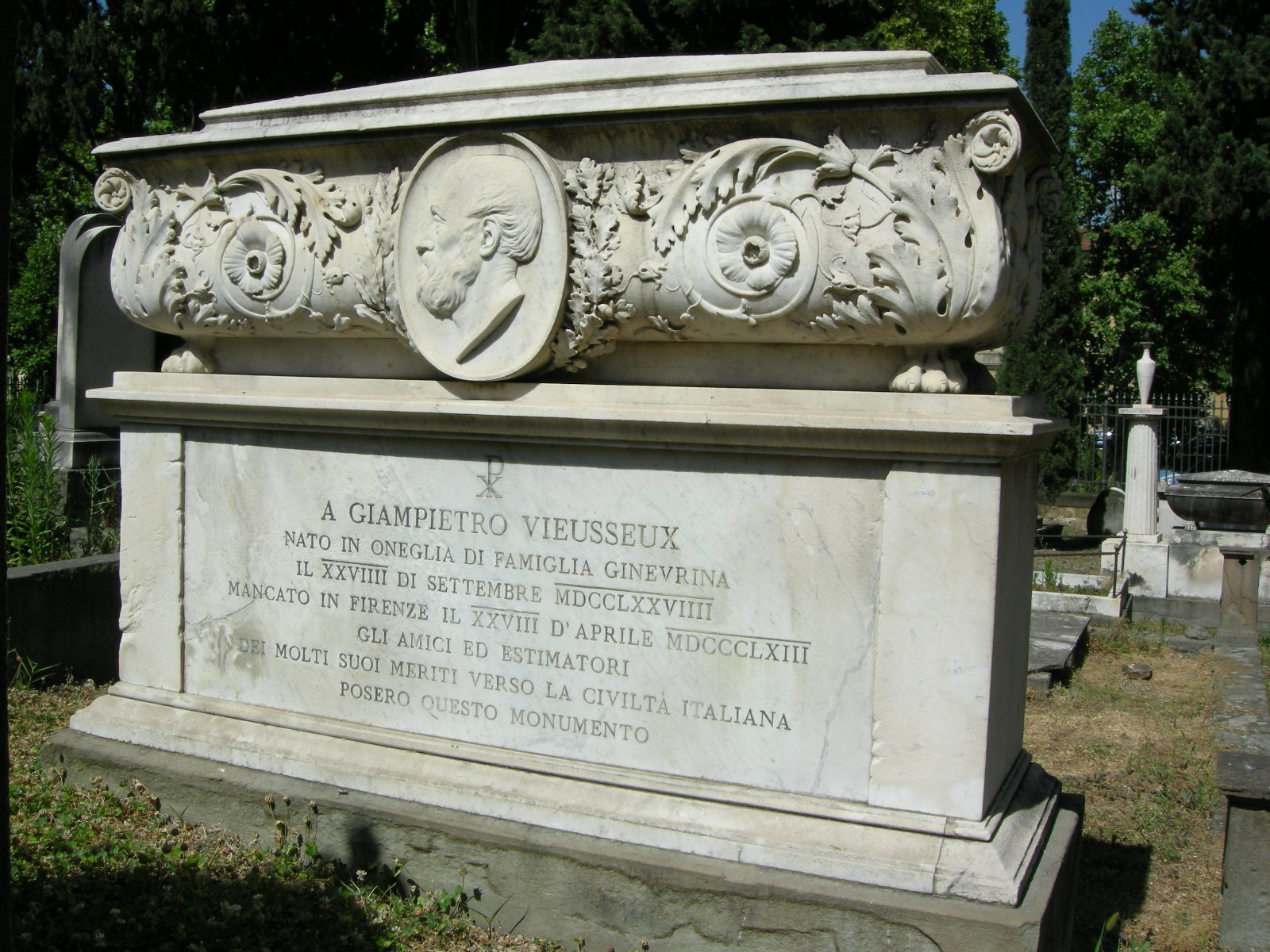
Das Grab von Vieusseux auf dem Cimitero degli inglesi in Florenz

Er wurde in Ligurien als Sohn einer schweizerisch-französischen Familie geboren und erhielt von seinem Vater Pierre (1746–1832), der ursprünglich aus Genf stammte und Anwalt und Kaufmann war, eine kaufmännische Ausbildung.
Ab 1804 übernahm Giovan Pietro die Filiale des Handelshauses Sautter, frères et C. in Antwerpen. 1814 arbeitete er für seinen Schwager Pierre Senn (1767–1838), der eine Firma in Livorno besaß, und reiste bis 1817 im Auftrag der Firma Senn, Guebhard et C. durch Nordeuropa. Nach seiner Rückkehr nach Livorno brach er nach Tunis auf, wo er am 1. September 1818 während der Pestepidemie ankam: Aus dem Tagebuch jener Tage bereitete er das Thema für einen Band auf, der nie fertig werden sollte.
1819 zog Vieusseux nach Florenz und kündigte die Eröffnung eines literarisch-wissenschaftlichen Kabinetts im Palazzo Buondelmonti in Florenz an, dessen Räume für Gespräche und Ideenaustausch offenstehen. Die am 25. Januar 1820 gegründete Bibliothek bestand, wie im Stiftungsmanifest angekündigt, „aus den interessantesten periodischen Schriften, sowohl aus Italien als auch aus dem Ausland“, und „Karten, Wörterbücher und andere Bücher zum Nachschlagen“, während der erste Buchbestand aus seinen eigenen persönlichen Bänden gebildet wurde.
Viesseux stand in brieflichem Kontakt mit den wichtigsten Intellektuellen der Zeit und gründete zusammen mit Gino Capponi die Zeitschrift für literarische und politische Informationen Antologia, deren erste Ausgabe im Januar 1821 erschien. Die Zeitschrift enthielt unter anderem Artikel von Carlo Botta, Pietro Colletta, Ugo Foscolo, Pietro Giordani, Raffaello Lambruschini, Giacomo Leopardi, Giuseppe Mazzini und Niccolò Tommaseo. Ein Artikel des letzteren bewirkte die Einstellung der Zeitschrift im März 1833.
Vieusseux war Herausgeber weiterer Zeitungen, darunter der Giornale Agrario Toscano (Ausgabe 1, 1827) und das Archivio storico italiano (1842). Die erste Reihe der Zeitschrift nahm die Arbeit von Ludovico Antonio Muratori wieder auf, der als erster Gelehrter italienische historische Quellen veröffentlicht hatte und von Raffaello Lambruschini, Cosimo Ridolfi und Lapo de' Ricci zusammengestellt wurden und in dessen Rahmen es Vieusseux gelang, Themen von geschichtlicher Relevanz Raum zu geben. Von 1857 bis 1863 war Vieusseux Herausgeber des Giornale storico degli archivi toscani, das von der Generaloberaufsicht des Großherzoglichen Archivs herausgegeben und von Francesco Bonaini (1806–1874) geleitet wurde.
Während seiner Tätigkeit druckte Giovan Pietro Vieusseux: Delle condizioni del commercio librario in Italia e del desiderio di una fiera libraria e per incidenza della proprietà letteraria e dell'unione doganale", (Florenz Galileiana, 1844) und Frammenti sull'Italia nel 1822 e progetto di confederazione (Florenz, Galileiana, 1848).
Nach 40 Jahren Arbeit wurde am 29. September 1859 eine Goldmedaille zu seinen Ehren geprägt, weil er einer der Hauptvertreter der italienischen und europäischen Kultur war. Vieusseux war Mitglied zahlreicher Institutionen und Akademien in allen Teilen Italiens (in chronologischer Reihenfolge: Accademia dei Georgofili, Accademia labronica, Accademia pistoiese, Accademia dei sepolti, Accademia valdarnese, Accademia agraria di Pesaro, Accademia degli incamminati, Accademia della Vatiberina... ). Am 2. Mai 1863 wurde per Dekret des Rathauses von Florenz eine Gedenktafel an der Fassade des Palazzo Buondelmonti „zur Erinnerung an den ehrwürdigen Büger der Stadt“ angebracht.

## Literarische Erbe von Vieusseux
Im Jahr 1866 beginn in Florenz die Herausgabe der Nuova Antologia unter Francesco Protonotari. Die Zeitschrift, die ab 1888 in Rom erschien, hatte unter ihren Herausgebern renommierte Namen der italienischen Kultur, darunter Domenico Gnoli und Giovanni Spadolini.

## Widmungen
Das Liceo Scientifico e Classico in Imperia, eine Straße in Imperia und ein Platz in Florenz sind nach Vieusseux benannt.

## Schriften
- Delle condizioni del commercio librario in Italia e del desiderio di una fiera libraria e per incidenza della proprietà letteraria e dell'unione doganale, Florenz, mit Mitarbeitern aus Galileiana, 1844.
- Journal-itinéraire de mon voyage en Europe (1814-1817). Con il carteggio relativo al viaggio, herausgegeben von Lucia Tonini, Florenz, Olschki, 1998. ISBN 978-88-222-4583-0.

## Briefe und Schriftverkehr
- Raffaele Ciampini, Petre Ciureanu (Hrsg.): Carteggio inedito Niccolo Tommaseo, G. P. Vieusseux. Edizioni di Storia e letteratura, Rom 1956 (italienisch).
- Antonio Di Preta (Hrsg.): Carteggio inedito Bianchetti-Vieusseux. Argalia, Urbino 1973 (italienisch).
- Fulvio Conti (Hrsg.): Carteggio Cosimo Ridolfi, Gian Pietro Vieusseux. 1821-1838, mit Einführung von Fulvio Conti, Vorwort von Giovanni Spadolini. Band 1. Fondazione Spadolini-Nuova antologia, Le Monnier, Florenz 1994 (italienisch).
- Marco Pignotti (Hrsg.): Carteggio Cosimo Ridolfi, Gian Pietro Vieusseux. 1839-1845, mit Einführung von Marco Pignotti, Vorwort von  Cosimo Ceccuti. Band 2. Fondazione Spadolini-Nuova antologia, Le Monnier, Florenz 1995 (italienisch).
- Marco Pignotti (Hrsg.): Carteggio Cosimo Ridolfi, Gian Pietro Vieusseux. 1846-1863, mit Einführung von Marco Pignotti, Vorwort von  Cosimo Ceccuti. Band 3. Fondazione Spadolini-Nuova antologia, Le Monnier, Florenz 1996 (italienisch).
- Aglaia Paoletti (Hrsg.): Carteggio, Gino Capponi, Gian Pietro Vieusseux. 1821-1833, mit Einführung von Aglaia Paoletti, Vorwort von Giovanni Spadolini. Band 1. Fondazione Spadolini-Nuova antologia, Le Monnier, Florenz 1994 (italienisch).
- Aglaia Paoletti (Hrsg.): Carteggio, Gino Capponi, Gian Pietro Vieusseux. 1834-1850, mit Einführung von Aglaia Paoletti, Vorwort von Cosimo Ceccuti. Band 2. Fondazione Spadolini-Nuova antologia, Le Monnier, Florenz 1995 (italienisch).
- Aglaia Paoletti (Hrsg.): Carteggio, Gino Capponi, Gian Pietro Vieusseux. 1851-1863, mit Einführung von Aglaia Paoletti, Vorwort von Cosimo Ceccuti. Band 3. Fondazione Spadolini-Nuova antologia, Le Monnier, Florenz 1996 (italienisch).

## Persönliches Archiv
Einige Jahre nach dem Tod von Giovan Pietro Vieusseux beschloss sein Neffe Eugenio 1887, die Korrespondenz der Vieusseux der Zentralbibliothek von Florenz zu übergeben. Die Briefsammlung Vieusseux initiierte das Projekt eines „Archivs der italienischen Literatur“, für jeden Brief wurden zwei Karteikarten (pro Absender und pro Empfänger) mit dem Thema oder Inhalt des Brieftextes angefertigt. Die Korrespondenz bestand aus dem Schriftverkehr mit Raffaello Lambruschini, Gino Capponi und Niccolò Tommaseo, Protokollen der von Vieusseux versandten Briefe, gedruckten Akten und Manuskripten, Materialien zur Anthologie, zum Giornale Agrario Toscano und zum Archivio Storico Italiano, Projekten und Schriften zum Buchhandel. Die Korrespondenz wurde von Alessandro Carraresi bis 1896 neu organisiert.
Anschließend werden seine Papiere im Kabinett Vieussex und in 11 weiteren florentinischen Bibliotheken und Archiven hinterlegt.